# Napan River
Napan River är ett vattendrag i Kanada.   Det ligger i provinsen New Brunswick, i den östra delen av landet, 800 km öster om huvudstaden Ottawa.
Runt Napan River är det mycket glesbefolkat, med 3 invånare per kvadratkilometer.